# Hillsboro (thị trấn), Wisconsin
Hillsboro là một thị trấn thuộc quận Vernon, tiểu bang Wisconsin, Hoa Kỳ. Năm 2010, dân số của thị trấn này là 787 người.